# Saint-Aubin (Svizzera)
Saint-Aubin (toponimo francese; in tedesco Sankt Albin, desueto) è un comune svizzero di 1 755 abitanti del Canton Friburgo, nel distretto della Broye.

## Geografia fisica
Appartiene alla zona friburghese della Broye.

## Storia
Il 1º gennaio 1991 ha inglobato il comune soppresso di Les Friques.

## Monumenti e luoghi d'interesse

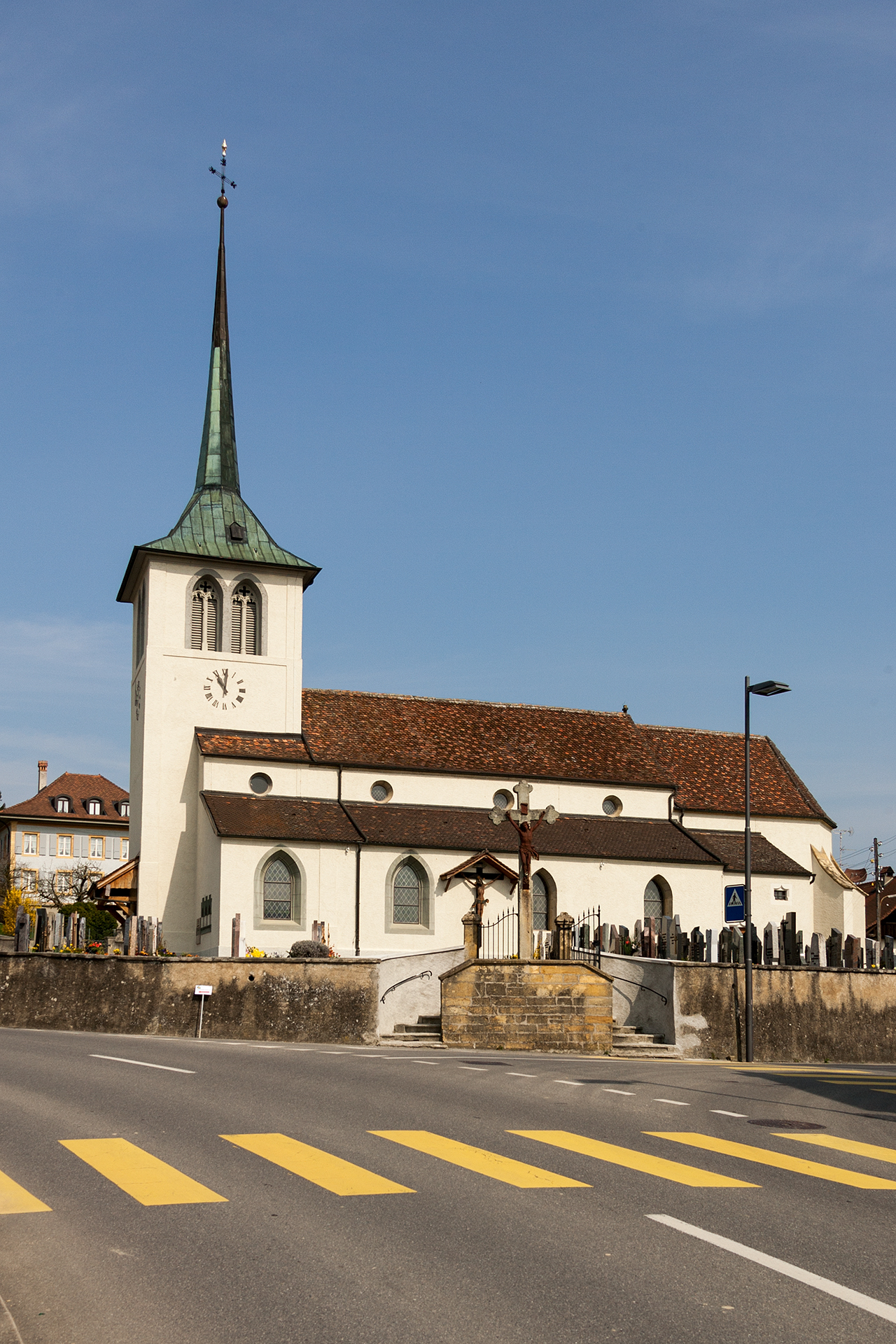
La chiesa cattolica di Sant'Albino

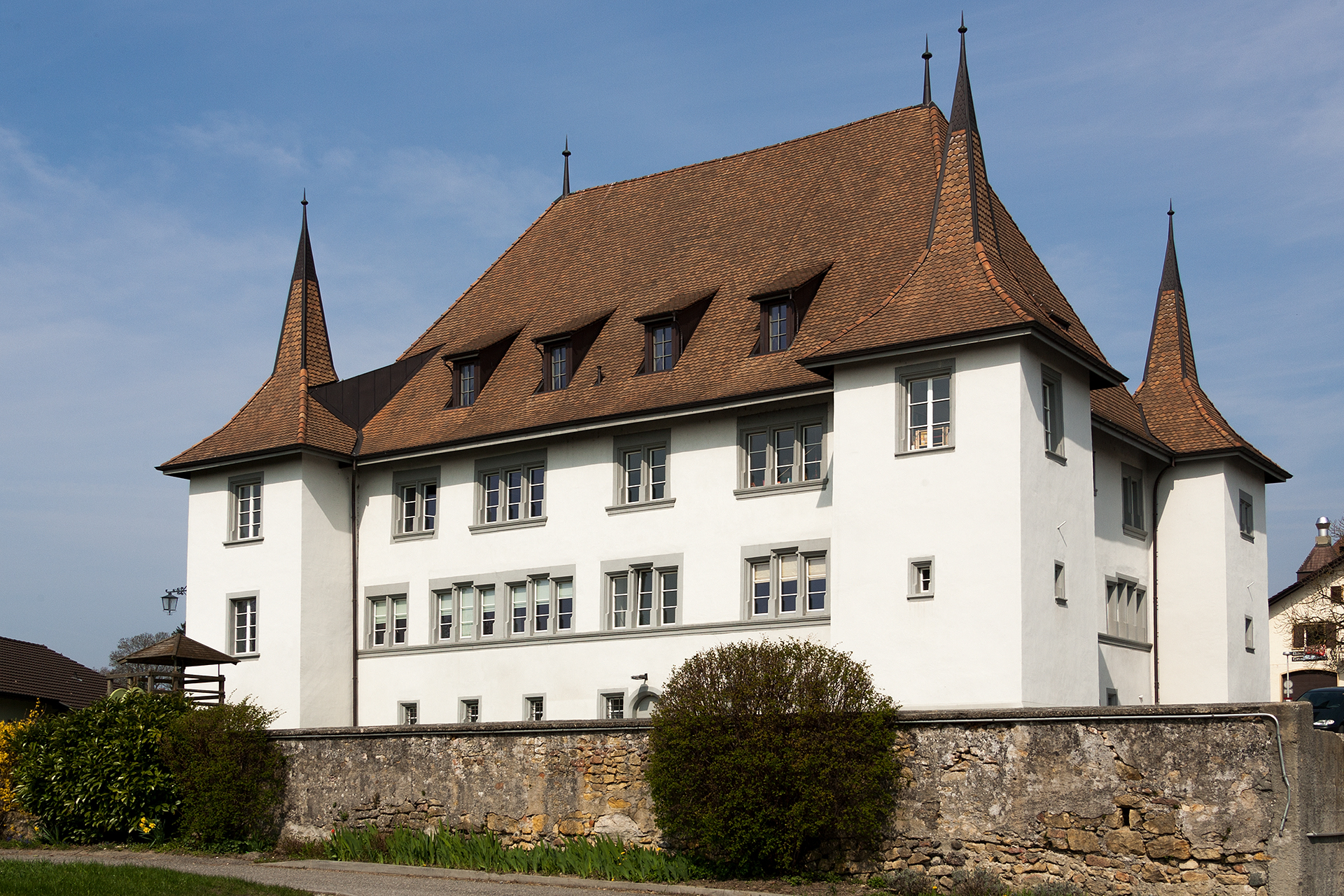
Il castello di Saint-Aubin

- Chiesa cattolica di Sant'Albino, attestata dal 1166 e ricostruita nel 1516-1519[1];
- Castello di Saint-Aubin, eretto nel 1631 da Louis Vallier[1].

## Società

### Evoluzione demografica
L'evoluzione demografica è riportata nella seguente tabella:
Abitanti censiti

## Amministrazione
Ogni famiglia originaria del luogo fa parte del comune patriziale che ha la responsabilità della manutenzione di ogni bene comune.